# Cappella Portinari

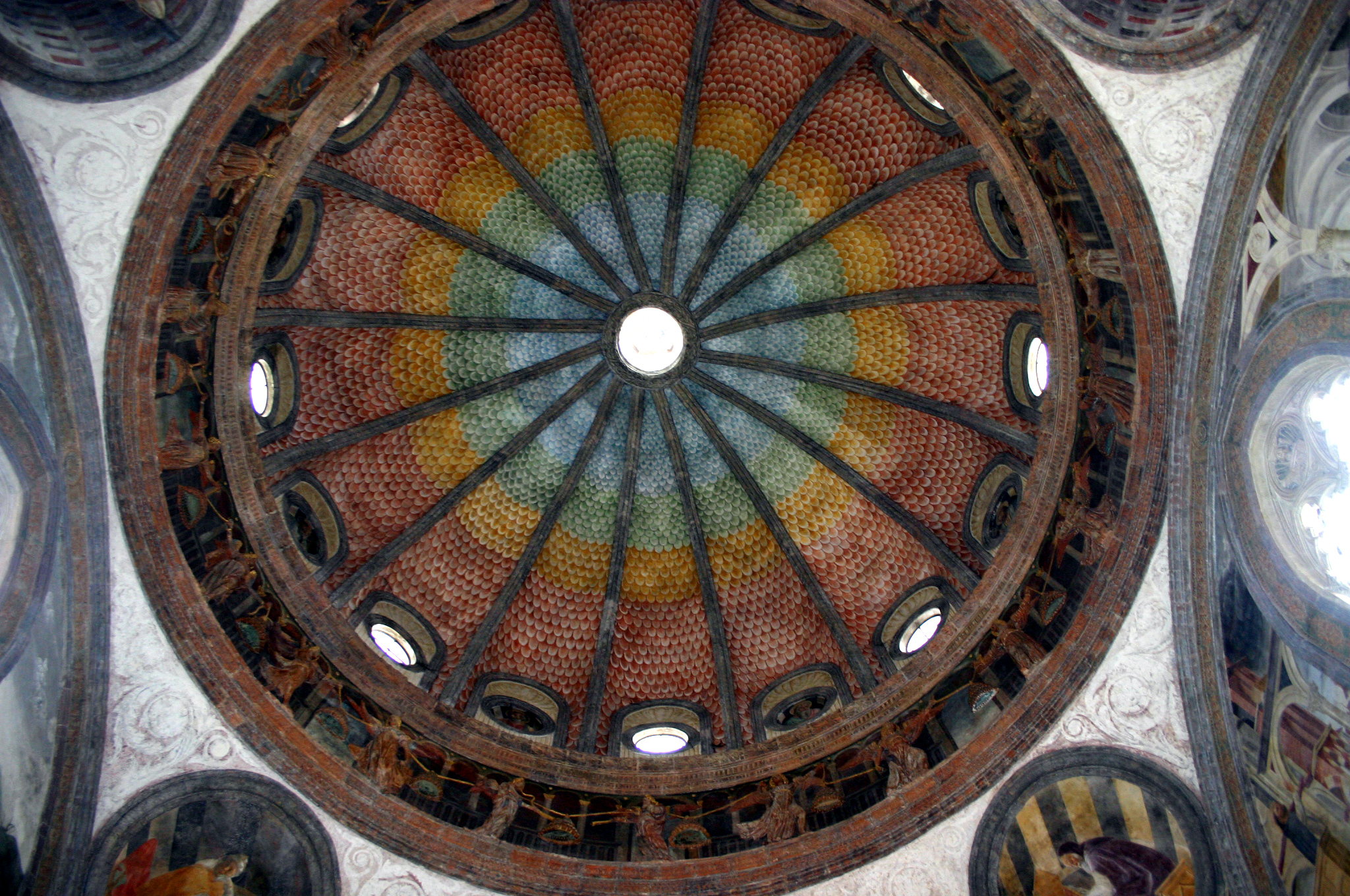
La cupola

La cappella Portinari si trova all'interno della basilica di Sant'Eustorgio a Milano e costruita tra il 1462 e il 1468. 
Si tratta di uno degli esempi più completi e meglio conservati di Rinascimento lombardo dell'epoca di Francesco Sforza. Conserva anche l'arca di san Pietro martire.

## Storia
La cappella venne commissionata da Pigello Portinari, direttore della filiale milanese del Banco Mediceo, come sepoltura privata e reliquario per la testa di san Pietro Martire. Lo stesso Portinari vi fu sepolto all'interno, ma la lapide che lo ricordava scomparve nel corso di successivi restauri. Egli fu committente anche di uno dei maggiori palazzi della Milano dell'epoca, il palazzo del Banco Mediceo di via dei Bossi, che mostrava notevoli affinità stilistiche con la cappella. Lo stemma dei Portinari è ancora visibile nella lanterna al centro della cupola.
Non si conosce il nome dell'architetto che la progettò: la tradizionale attribuzione a Michelozzo è oggi sostituita da una dubitativa a Filarete, ma con ogni probabilità è assegnabile a Guiniforte Solari da Carona, architetto delle absidi alla Certosa di Pavia e di San Pietro in Gessate a Milano. Dal XVIII secolo è collocato nella cappella il sepolcro marmoreo di san Pietro Martire, opera del 1336 circa di Giovanni di Balduccio, allievo di Giovanni Pisano.
Nascosta sotto ben sette strati di intonaco dai tempi della pestilenza del 1630 in poi, ridipinta, infelicemente restaurata, la cappella ha ora riassunto in parte il suo volto originario di soave cromia luminosa. Dopo i restauri del 1952, la decorazione pittorica venne miracolosamente recuperata, nonostante le fortunose vicende a cui venne sottoposta nel corso dei secoli.
È stata riaperta l'11 febbraio 2000 dopo nuovi restauri cominciati nel 1989.

## Architettura
La struttura si ispira alla brunelleschiana Sagrestia Vecchia di San Lorenzo a Firenze, con un vano quadrato dotato di scarsella e coperto da cupola a sedici spicchi costolonati. Alcuni particolari nella decorazione si ispirano pure al modello fiorentino, come il fregio dei cherubini o i tondi nei pennacchi della cupola, ma altri, preponderanti, se ne allontanano rifacendosi piuttosto alla tradizione lombarda. È il caso del tiburio che protegge la cupola, della decorazione in cotto, della presenza di bifore a sesto acuto o dell'esuberanza decorativa generale.
L'interno in particolare si allontana dal modello fiorentino per la ricchezza vibrante di decorazioni, quali la ricca embricatura della cupola a tinte digradanti, il fregio con gli angeli sul tamburo e i numerosi affreschi di Vincenzo Foppa nella parte alta delle pareti.

## Decorazione pittorica

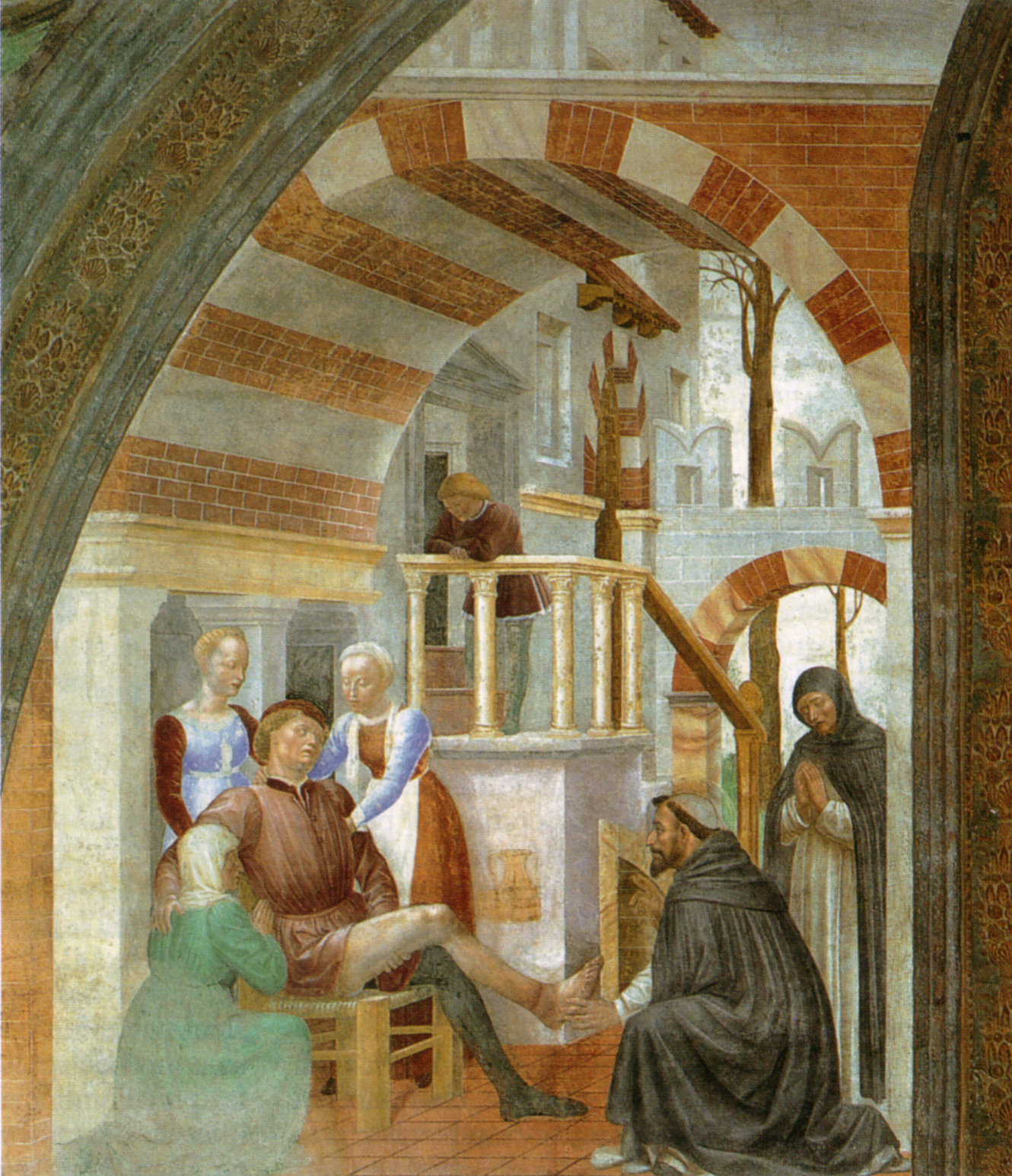
Miracolo di Narni

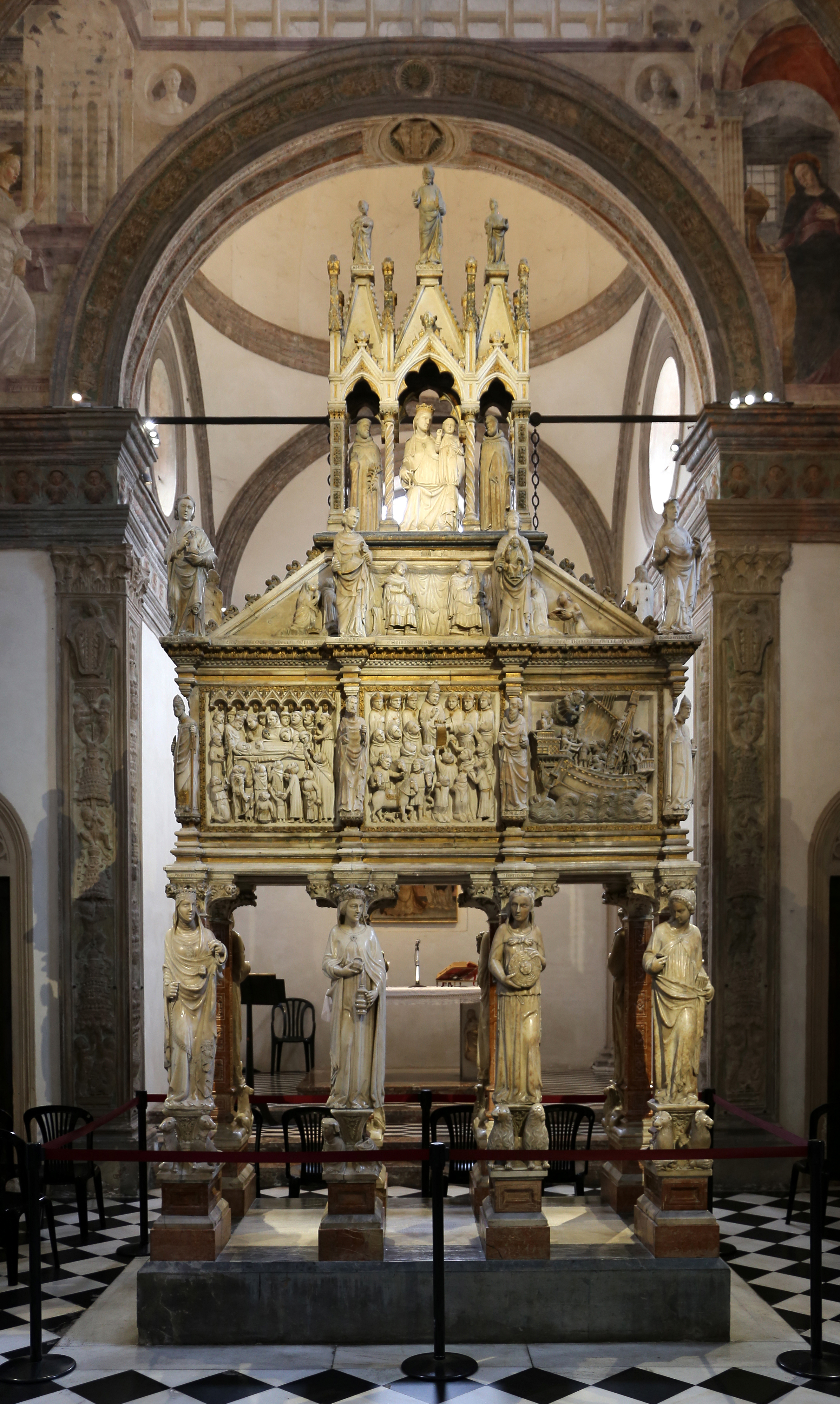
Arca di san Pietro martire

Vincenzo Foppa fu il responsabile dell'ideazione e della regia della decorazione pittorica, che ebbe luogo tra il 1464 e il 1468. Si tratta della prima importante commissione pubblica del pittore bresciano, considerato il padre del rinascimento lombardo in pittura.
L'interno della cupola è interamente affrescato a fasce policrome, a tinte digradanti dalla base verso la sommità, mentre la raggera dei costoloni è evidenziata da tinte più scure. Dei sedici oculi alla base, otto sono aperti alla luce solare, alternati ad altri otto che contengono Busti di santi, privi di attributi specifici. Al di sotto di questi il tamburo è percorso da una teoria di angeli policromi a rilievo, inseriti in un finto colonnato ad archetti. Nei pennacchi alla base, quattro tondi ospitano i Dottori della Chiesa, dipinti con un virtuosistico scorcio prospettico. Il tutto è stato interpretato come una rappresentazione allegorica del Paradiso.
La decorazione ad affresco sottostante comprende:
- Quattro Storie di san Pietro Martire nelle pareti laterali:
  - Miracolo della nuvola, rappresenta l'apparizione miracolosa di una nuvola a dar ombra ai fedeli in una giornata torrida, durante una predica del santo.
  - Miracolo della falsa Madonna, ove san Pietro espone l'ostia consacrata e smaschera il diavolo che era apparso sotto le spoglie della Madonna, anche se il Foppa probabilmente voleva testimoniare il malvolere che avevano i fedeli rispetto a questa immagine[5].
  - Miracolo di Narni o del piede risanato, in cui un giovane, che aveva colpito con un calcio la madre e pentitosene se lo era amputato, viene guarito dal santo che gli riattacca l'arto.
  - Martirio di san Pietro da Verona rappresenta l'assassinio dell'inquisitore Pietro, avvenuto nei boschi del comasco ad opera di uno degli eretici condannati dal santo. Questi è rappresentato mentre, colpito a morte, scrive sulla terra con il sangue "Credo".
- Annunciazione entro una complessa architettura con cori angelici nella parte superiore dell'arco trionfale, sopra la scarsella
- Assunzione della Vergine nell'arco della controfacciata

### Stile degli affreschi
Il pittore curò particolarmente il rapporto con l'architettura, cercando un'integrazione illusiva tra spazio reale e spazio dipinto. Le quattro scene di storie del santo sono armonizzate da un punto di fuga comune, posto al di fuori delle scene (al centro della parete, sulla colonnina della bifora centrale) su un orizzonte che cade all'altezza degli occhi dei personaggi (secondo le indicazioni di Leon Battista Alberti). Notevole è la moltiplicazione scenografica degli spazi dipinti, sia nelle storie sulle pareti, che nei tondi e nei pennacchi della cupola, oltre che nei finti loggiati del tamburo.
Foppa si distaccò però dalla classica prospettiva geometrica "alla toscana" per l'originale sensibilità atmosferica, che smorza i contorni e la rigidità geometrica: è infatti la luce a rendere umanamente reale la scena. Questa particolare sensibilità viene anche detta "prospettiva lombarda".
In generale prevale un gusto per il racconto semplice ma efficace e comprensibile, ambientato in luoghi realistici con personaggi che ricordano tipi quotidiani, in linea con le preferenze per la narrazione didascalica dei Domenicani. I toni pacati della descrizione, così come le tinte chiare e luminose prevalenti nella decorazione, sono stati accostati dai critici alle opere fiorentine dell'Angelico e di Masolino da Panicale. Gli scorci prospettici mostrano invece forti rimandi al Mantegna degli Eremitani.

## Restauri
Il primo restauro, documentato, delle superfici della cappella risale al 1583. Forse in occasione del trasferimento dell'arca di s. Pietro Martire
nella cappella Portinari (1736), o in date immediatamente precedenti, avvenne la scialbatura che dovette interessare tutte le superfici e non solo
gli affreschi del Foppa.
Nel 1868, in occasione dei lavori che coinvolsero l'intera basilica, si effettuarono alcuni saggi in situ e apparvero tracce del Miracolo della Nube .
Nel 1871 i dipinti vennero discialbati da Agostino Caironi; le operazioni si svolsero in modo frettoloso e incauto, danneggiando la pellicola
pittorica sottostante. 
L'anno successivo, le pitture furono restaurate e, in molti punti, integrate con estrema libertà interpretativa. Anche gli angeli in cotto e parte delle cornici architettoniche furono interamente ridipinte, secondo il gusto del tempo.
Nel 1874-75 si pose mano al restauro architettonico della cappella; all'interno furono aperte le due porte ai lati della scarsella.
Nel 1930 la Soprintendenza ai Monumenti commissionò un nuovo intervento a Paolo Vanoli che eliminò parte della decorazione ottocentesca ed
eseguì una lieve pulitura.
Nel 1950 ebbe inizio una consistente campagna di restauro, con la direzione dell'architetto Claudio Ballerio e dell'ispettore della Soprintendenza
Franco Mazzini; i lavori furono eseguiti da Giuseppe Arrigoni sotto la guida di Mauro Pelliccioli. 
I restauratori si limitarono ad una pulitura superficiale, intervenendo con ridipinture nelle parti maggiormente compromesse.
Tra il 1952 e il 1955 venne compiuto il restauro architettonico con eliminazione delle rimanenti decorazioni di Caironi; il pavimento venne rifatto. 
L'altare ottocentesco fu rimosso e sostituito da uno in marmo, opera dello scultore Fulvio Nardis.
L'ultima campagna di restauro si è svolta tra 1989 e il 1998. 
Per la prima volta, l'intervento ha cercato di rimuovere le cause che avevano determinato il progressivo degrado della cappella nel suo complesso. 
Si è resa necessaria una revisione delle coperture e del sistema dei displuvi della cappella per allontanare la maggiore sorgente di degrado, ovvero l'umidità meteorica, mentre per quella di risalita, non del tutto eliminabile, si è predisposta una stabilizzazione del clima all'interno della cappella per contenerla.
L'intervento sulla decorazione pittorica è stato affidato a Giovanni Rossi.
I fenomeni di degrado di maggior estensione sono risultati essere la presenza di efflorazioni saline e l'imbiacamento delle superfici. 
Le limitate reintegrazioni sono state effettuate ad acquerello, con interventi a rigatino, reversibili, per permettere una compatta visione d'insieme.
Il restauro conservativo sulle terrecotte ha permesso, oltre alla pulitura, anche il recupero nelle cornici della stesura originaria a cocciopesto e la
soprastante pittura a “finto granito”, mentre nel Tripudio angelico sono stati rilevati molteplici interventi di pitturazione, ma non è stato possibile
identificare con certezza quelli originali..

## Altre immagini

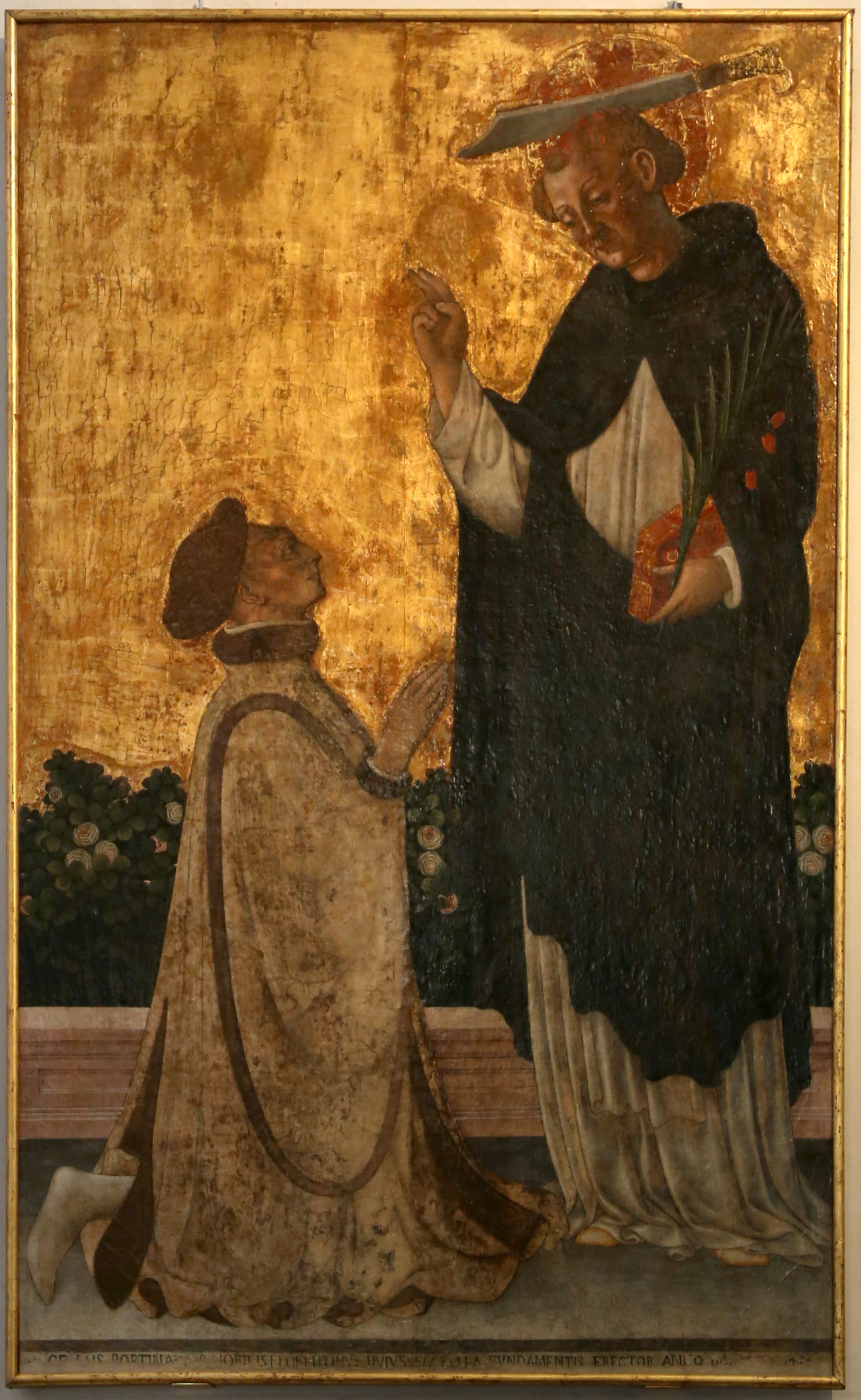
Anonimo lombardo, forse Bonifacio Bembo, Pigello Portinari in venerazione di san Pietro Martire (1460)
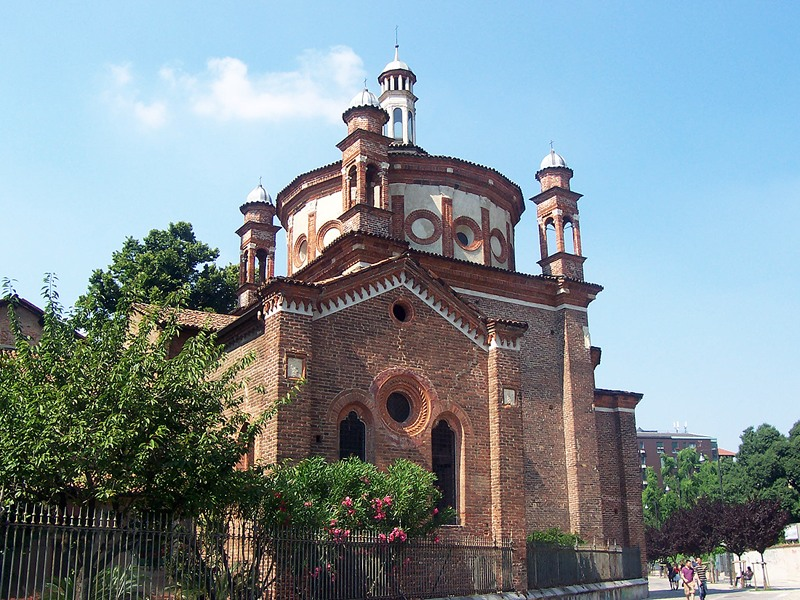
Esterno della Cappella Portinari
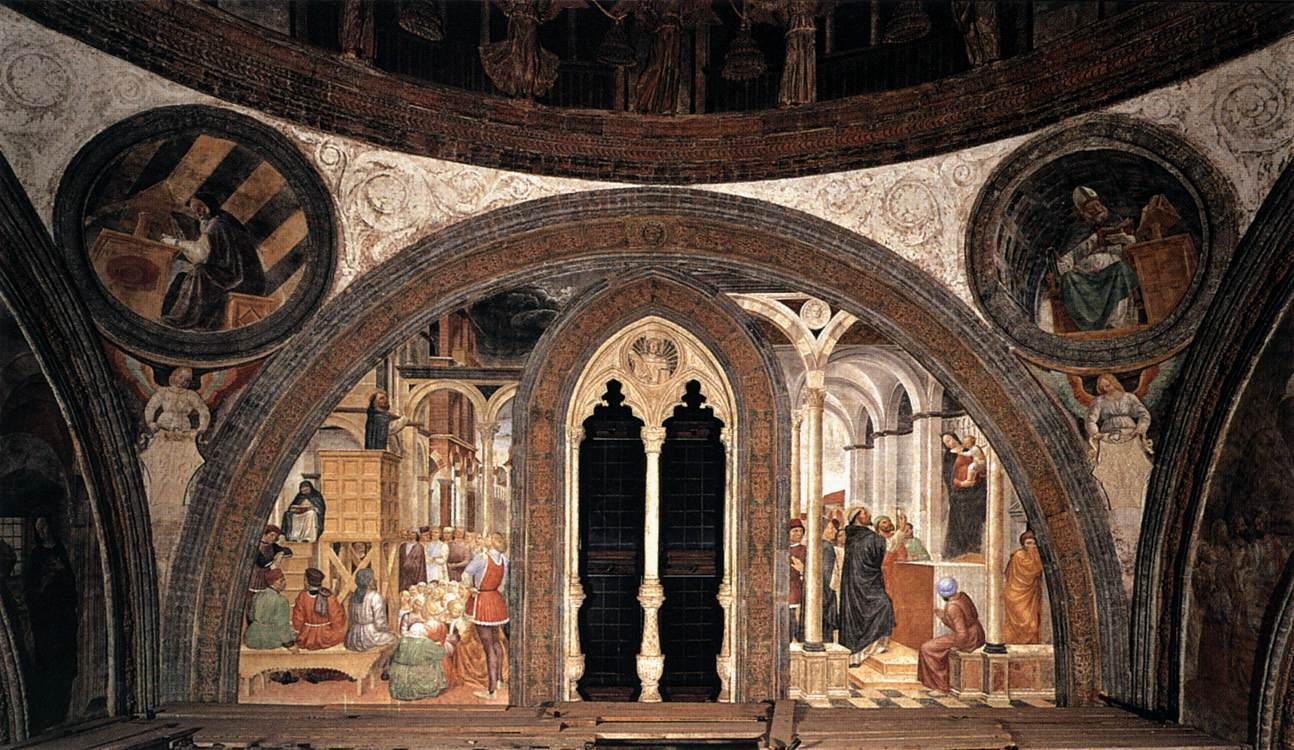
Miracolo della nuvola e Miracolo della falsa Madonna
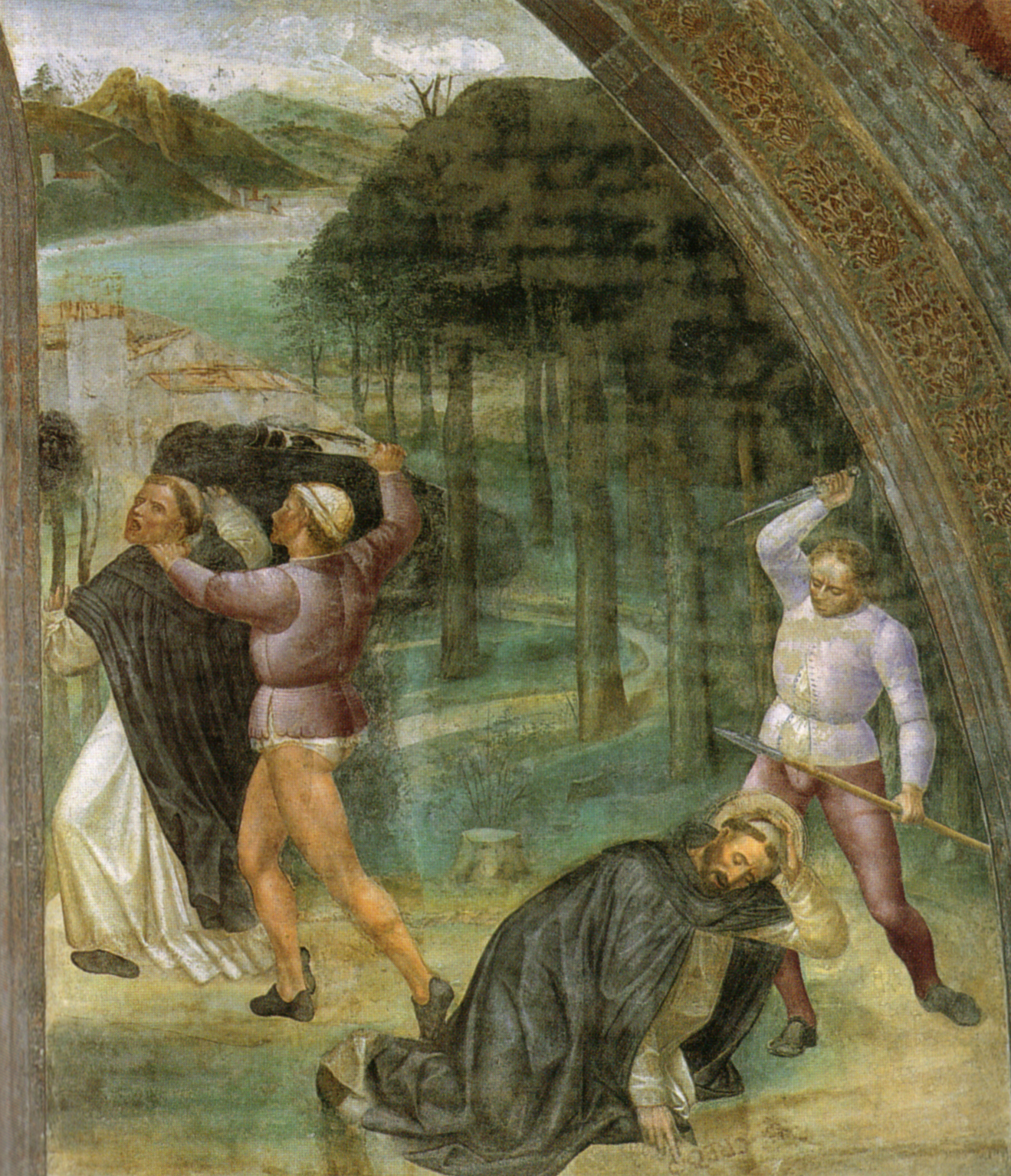
Martirio di san Pietro da Verona